# Quercetalia pubescenti-petraeae
Quercetalia pubescentipetraeae er den plantesociologiske orden, som hører til på veldrænet og tør, kalkrig bund. Disse skove var langt mere udbredte i den varme periode af stenalderen, og de findes i dag kun som relikter på sydvendte skråninger. De kan kendes på, at de bl.a. rummer følgende arter:
- Duneg (Quercus pubescens)
- Montpellierløn (Acer monspessulanum)
- Spiselig røn eller storfrugtet røn (Sorbus domestica)
- Tarmvridrøn (Sorbus torminalis)
- Kirsebærkornel (Cornus mas)
- Smalbladet klokke (Campanula persicifolia)
- Hvid rejnfan (Tanacetum corymbosum)